# São João do Cariri
São João do Cariri là một đô thị thuộc bang Paraíba, Brasil. Đô thị này có diện tích 701,856 km², dân số năm 2007 là 4715 người, mật độ 6,7 người/km².